# Acaena stricta
Acaena stricta là loài thực vật có hoa trong họ Hoa hồng. Loài này được Griseb. mô tả khoa học đầu tiên năm 1874.